# Hexanchidae
Los tiburones vaca o tiburones de seis y siete branquias son una familia de tiburones del orden  de los Hexanchiformes, caracterizados por presentar un par adicional de branquias. Están considerados como los tiburones más primitivos, dado que su esqueleto conserva algunas características ya extintas, con algunas adaptaciones. Pueden medir entre 1,4 y 5,5 metros.

## Especies
Cuenta con unas cuantas especies:
Género Heptranchias
- Heptranchias perlo, Tiburón de siete branquias (Bonnaterre, 1788)

Género Hexanchus
- Hexanchus griseus, Tiburón de seis branquias gris (Bonnaterre, 1788)
- Hexanchus nakamurai, Cañabota de ojos grandes Teng, 1962

Género Notorynchus
- Notorynchus cepedianus, Tiburón siete branquias de nariz corta Poey, 1861

Género Paraheptranchias † PFEIL, 1981
- Paraheptranchias repens † (Probst, 1879)
- Paranotidanus “Eonotidanus” contrarius † (Munster, 1843)
- Paranotidanus intermedius † (Wagner, 1861)
- Paranotidanus munsteri † (Agassiz, 1843)
- Paranotidanus serratus † (Fraas, 1855)
- Notidanoides † Maisey 1986

Género Notidanodon † Cappetta, 1975
- Notidanodon antarcti † Grande & Chatterjee, 1987
- Notidanodon brotzeni † Siverson, 1995
- Notidanodon dentatus † (Woodward, 1886)
- Notidanodon lanceolatus † (Woodward, 1886)
- Notidanodon loozi † (Vincent, 1876)
- Notidanodon pectinatus † (Agassiz, 1843)

Género Pseudonotidanus † Underwood & Ward, 2004
- Pseudonotidanus semirugosus † Underwood & Ward, 2004

Género Weltonia † Ward, 1979
- Weltonia ancistrodon † (Arambourg, 1952)
- Weltonia burnhamensis † Ward, 1979
- Familia ?Mcmurdodontidae

Género Mcmurdodus † White, 1968
- Mcmurdodus featherensis † White, 1968
- Mcmurdodus whitei † Turner, & Young, 1987

## Imágenes

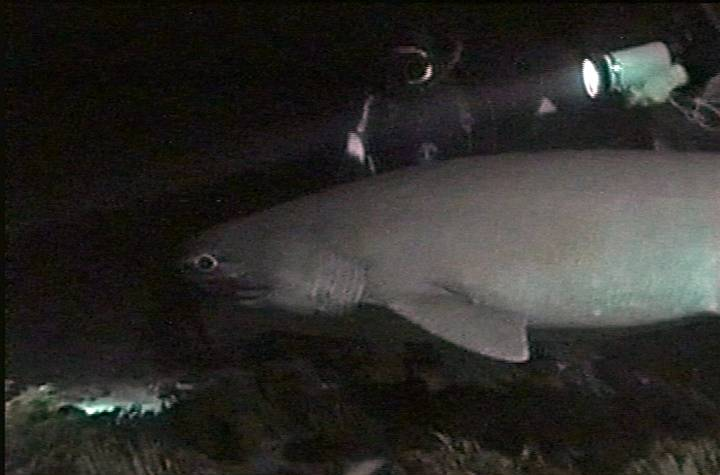
Hexanchus griseus.
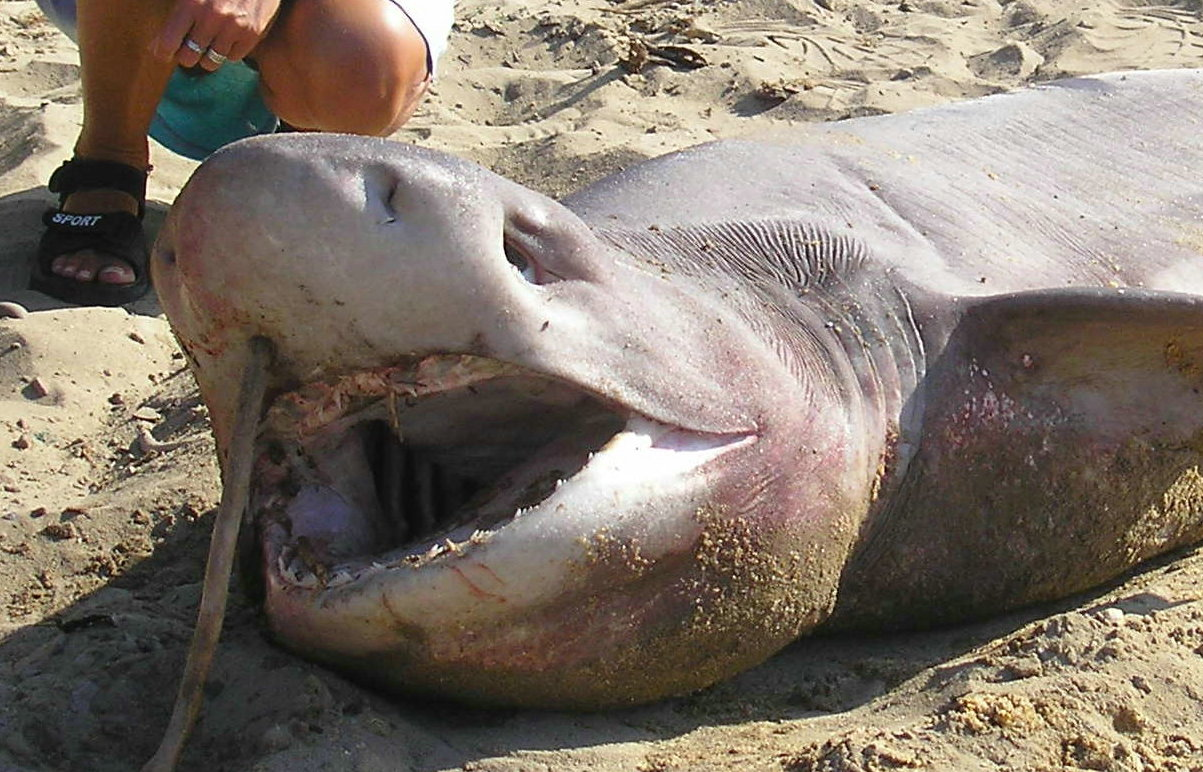
Heptranchias perlo.
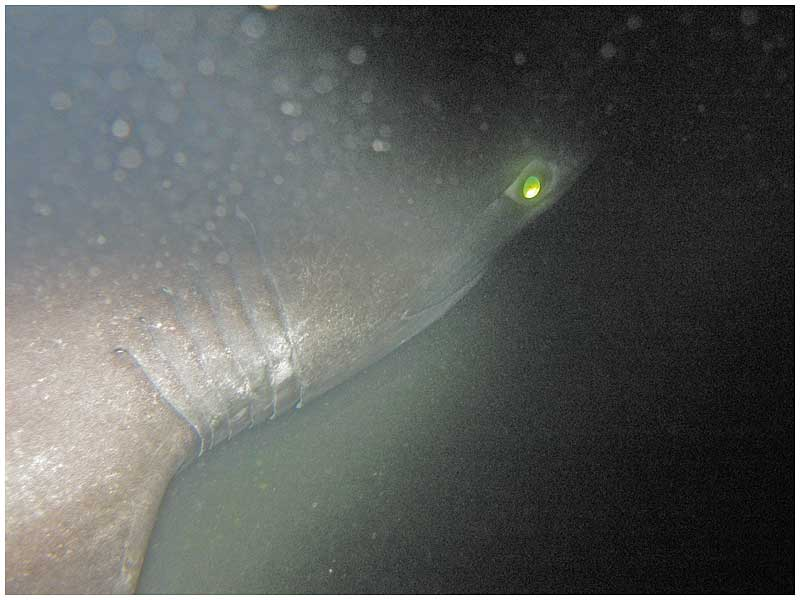
Ojos brillantes de un tiburón vaca.
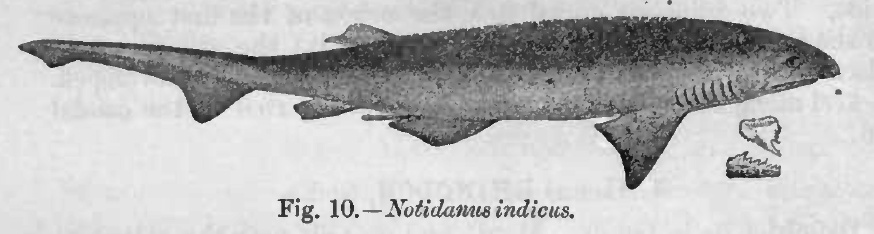
Dibujo de un tiburón vaca.